# Mährischer Landtag

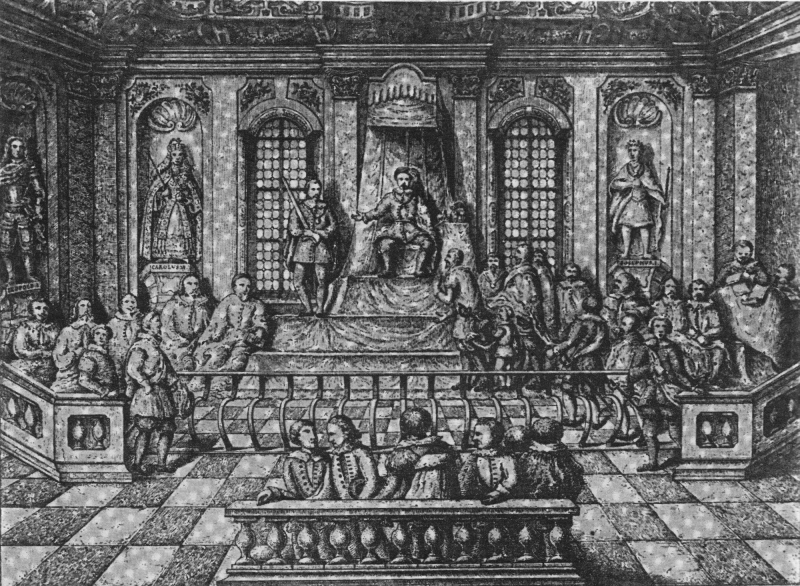
Sitzung des Mährischen Landtags im 17. Jahrhundert

Der Mährische Landtag  war bis 1918 der Landtag der Markgrafschaft Mähren.

## Geschichte

### Der ständische Landtag

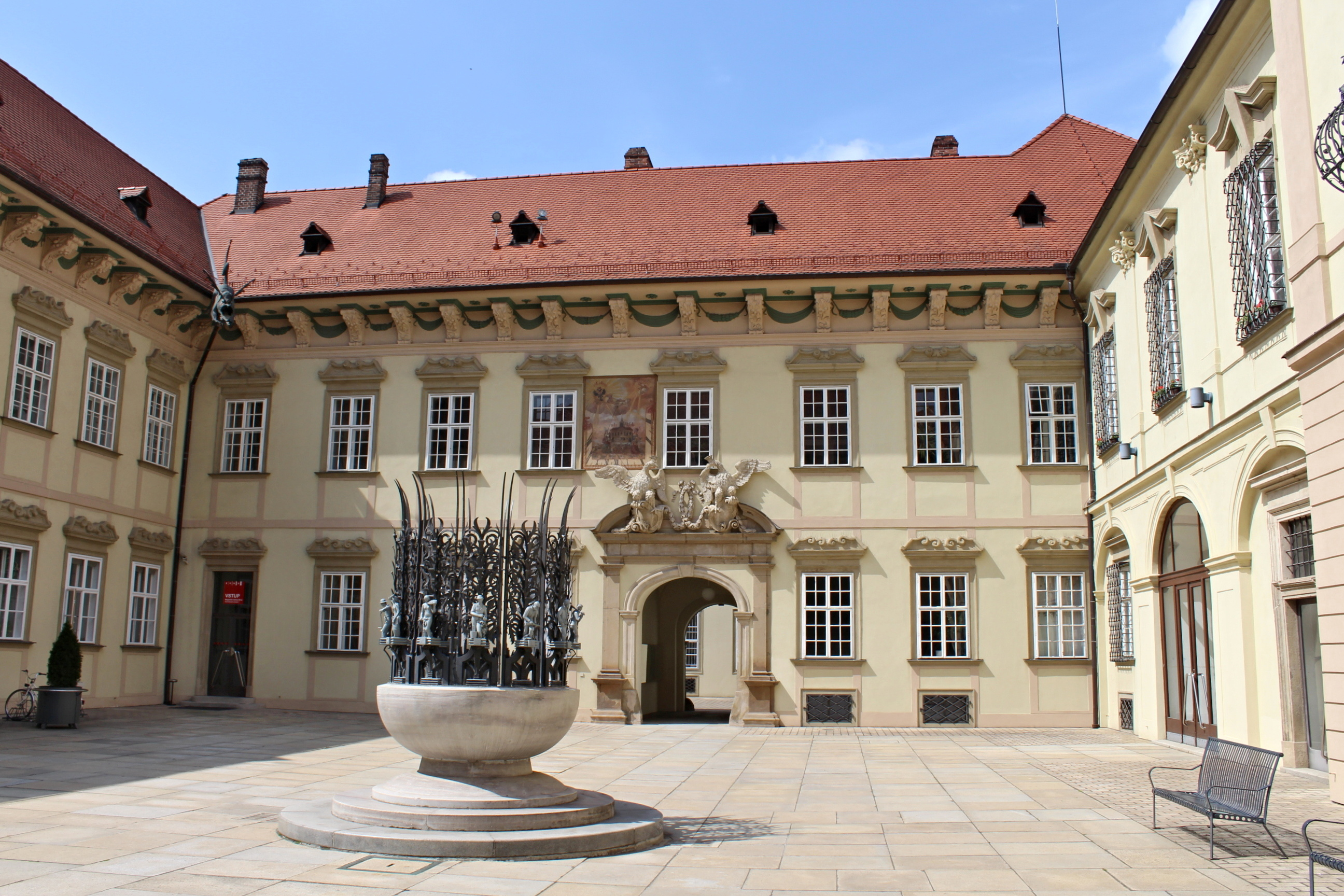
Ständehaus in Brünn, heute Neues Rathaus

Die Anfänge des Mährischen Landtags reichen ins 13. Jahrhundert. 1288 versammelten sich Hochadel, Ritter, die Gesandten der königlichen Städte und die Geistlichkeit mit dem Olmützer Bischof an der Spitze zu einem colloquium generale. Die Ständeordnung festigten die Inaugurationsdiplome König Johanns im Jahr 1311, in denen er dem mährischen Adel zahlreiche Rechte verbürgte. Zu Beginn tagte der Landtag wechselweise in Brünn und Olmütz, später etablierte sich Brünn als fester Sitz. Mit der Gründung des mährischen Landgerichts 1348 lagerte König Karl IV. die Rechtsprechung aus.
Mit der Verneuerten Landesordnung für Mähren beschnitt Kaiser Ferdinand II. im Jahr 1628 den Landtag in seinen Rechten und schaffte die Wahlmonarchie ab. Die Gesetzgebung im Landtag wurde mehr oder weniger zu einem Formalakt.

### Revolution von 1848
Im Zuge der Märzrevolution 1848 hatte der alte, ständische mährische Landtag in Brünn noch zwischen dem 30. März 1848 und dem 13. Mai 1848 getagt. Wie auch in anderen Kronländern erfolgte danach im Einvernehmen mit den aus den Apriltagungen des Ständischen Zentralausschusses in Wien hervorgegangenen Beschlüssen die Wahl eines neuen, provisorischen Landtages. Hatte sich der ständische Landtag aus den obersten Landesbeamten, den angehörigen des Herren- und Ritterstandes sowie 11 geistlichen Würdenträgern und den delegierten der königlichen Städten bestanden, so bestimmte noch der ständische Landtag in den Sitzungen am 30. und 31. März 1848 eine Reform der Stimmenverteilung. Noch am 30. März wurde den königlichen Städten je eine Virilstimme zugebilligt (sie hatten zuvor nur über eine Stimme zusammen verfügt), am 14. April wurde ihre Stimmanzahl auf 30 erhöht. Auch ein Vertreter der Olmützer Universität sollte an den kommenden Sitzungen teilnehmen. Die Beteiligung des Bauernstandes an den Entscheidungen des Landtages wurde hingegen einer Kommission übertragen. Gleichzeitig wurde das wichtigste Organ des Landtages, der Landtagsausschuss, der mit der Ausarbeitung einer neuen Geschäftsordnung sowie mit der Lösung aktueller Fragen auf 24 Mitglieder erweitert, wobei die Hälfte der Mitglieder von den Städten gestellt wurde.
Der ständische Landtag beschloss in seinen letzten acht Landtagssitzungen eine Reihe von Reformvorhaben. So verabschiedeten die Mitglieder am 27. April 1848 eine neue Wahlordnung, die für alle Städte einen Abgeordneten pro 3.000 Einwohner vorsah. In den Landgemeinden war hingegen nur ein Abgeordneter für je 15.000 Einwohner vorgesehen. Die Vertretung des Adels wurde von Personen entkoppelt und mit dem Großgrundbesitz verknüpft. Hinzu beschloss der Landtag die Gleichberechtigung der beiden Landessprachen, bereitete den Boden für die Aufhebung von Robot und Zehent und behandelte eine Reform der Städte- und Gemeindeverfassung.

### Der provisorische Landtag
Der provisorische Mährische Landtag tagte zwischen 31. Mai 1848 und dem 24. Jänner 1849 und setzte sich aus 58 Guts- und Großgrundbesitzern sowie Klostervorstehern, 18 Abgeordneten für den Landbesitz der Städte, fünf Vertretern der Olmützer Universität, 77 Abgeordneten der Städte sowie 108 Abgeordneten der Landgemeinden zusammen. Den Vorsitz der Sitzungen führte zunächst Hugo Salm und in der Folge Johann Koppel. In insgesamt 130 Sitzung bestimmte der Landtag unter anderem die Abschaffung von Zehent und Robot sowie eine moderne Landesverfassung. Im Sinne einer gerechteren Wahlordnung sprach sich der Landtag mit Ausnahme einer Vertretung der Olmützer Universität gegen eine Interessen- und Virilvertretung aus und trat für den nächsten Landtag für einen Abgeordneten je 10.000 Einwohner der Städte bzw. Landgemeinden ein. Zudem befasste sich der provisorische Landtag mit aktuellen sozialen, wirtschaftlichen und gesamtösterreichischen Fragen.
Am 24. Jänner 1849 unterbrach der Landtag aus freien Stücken seine Sitzungsperiode auf unbestimmte Zeit und wurde in der Folge nicht mehr einberufen.

### Gewählter Landtag 1861–1918

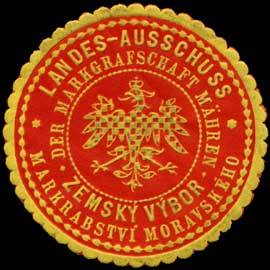
Siegelmarke Landes-Ausschuss der Markgrafschaft Mähren

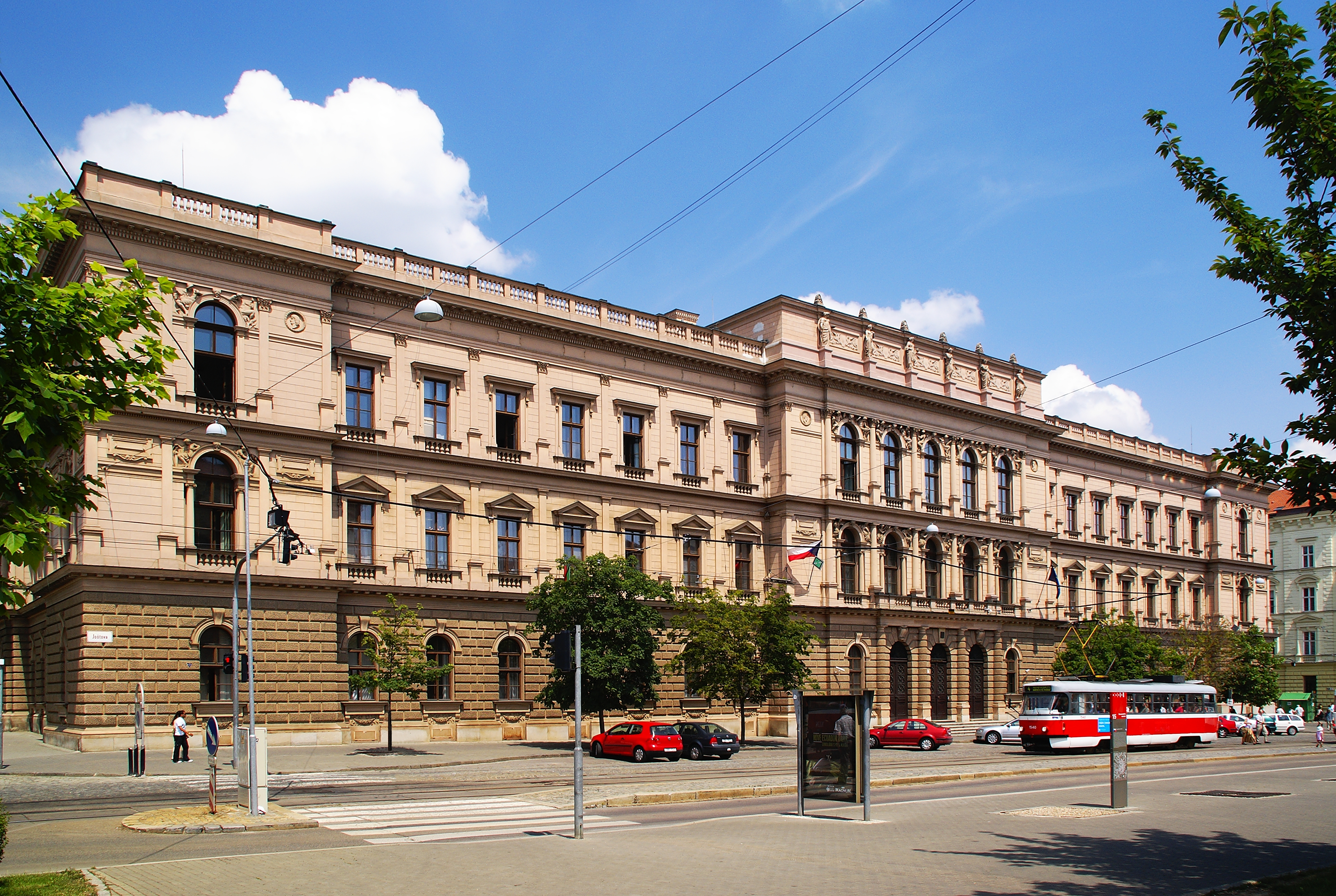
Landtagsgebäude in Brünn, heute Verfassungsgerichtshof

Das 1860 erlassene Oktoberdiplom hatte den Kronländern Landtage versprochen, deren Einführung in der Februarverfassung vom 28. Februar 1861 im Detail geregelt wurde: Dazu lagen für jedes Kronland, so auch für Mähren, eigene Bestimmungen bei.
Der Landtag bestand danach aus 100 Mitgliedern
- der Fürsterzbischof von Olmütz und der Bischof von Brünn hatten eine Virilstimme
- 30 Abgeordnete wählten die Großgrundbesitzer, davon
  - 5 Abgeordnete durch die Fideikommissbesitzer und
  - 35 Abgeordnete durch die weiteren Großgrundbesitzer.
- 37 Abgeordnete wählten die Städte und die Handels- und Gewerbekammern (die Handels- und Gewerbekammer Brünn und die Handels- und Gewerbekammer Olmütz wählten jeweils 3 Abgeordnete)
- 31 Abgeordnete wählen die restlichen Gemeinden

Da sich das Ständehaus in Brünn zunehmend als ungenügend erwies, wurde 1875–1878 ein neues Landtagsgebäude nach Plänen von Anton Hefft und Robert Raschka errichtet.

### Der Mährische Ausgleich
Im Rahmen des Mährischen Ausgleichs wurde am 22. November 1905 die Landesordnung und die Landtagswahlordnung dahingehend geändert, dass im mährischen Landtag eine deutsche und eine tschechische Kurie eingeführt wurde.
Die Anzahl der Abgeordneten stieg dadurch von 100 auf 151. Innerhalb des
Mährischen Landtages wurden drei Kurien gebildet:
1. Die Kurie des Großgrundbesitzes mit zwei Untergruppen, wie bisher mit 30 Abgeordneten (überwiegend deutsch)
2. Die Kurie der tschechischen Abgeordneten außerhalb des Großgrundbesitzes mit 73 Abgeordneten
3. Die Kurie der deutschen Abgeordneten außerhalb des Großgrundbesitzes mit 46 Abgeordneten

## Abgeordnete

### Landtagspräsident sowie seit 1867 Landeshauptmann von Mähren
- Hugo Karl Eduard Salm-Reifferscheidt (1848/1849, 1867, 1870/1871)
- Johann Koppel (1849)
- Emanuel Graf Dubsky von Třebomyslitz (1866, 1861–1867, 1867–1870)
- Adalbert Freiherr von Widmann (1870, 1871–1884)
- Felix Graf Vetter von der Lilie (1884–1906)
- Otto Graf Serényi de Kis-Serényi (1907–1918)[3]